# Enzo Riccioni
Enzo Riccioni, mort le 21 septembre 1964 (état-civil à préciser), est un directeur de la photographie italien.

## Biographie
Enzo Riccioni débute comme chef opérateur sur des films muets italiens, les quatre premiers sortis en 1918, le dernier en 1926.
Surtout actif en France dès 1924, il contribue ainsi à près de cinquante films français (parfois en coproduction), dont Les Vacances du diable d'Alberto Cavalcanti (1931, avec Marcelle Chantal et Thomy Bourdelle), Dora Nelson de René Guissart (1935, avec Elvire Popesco et André Lefaur), Cargaison clandestine d'Alfred Rode (1948, avec Pierre Renoir et Kate de Nagy), ou encore Brigade des mœurs de Maurice Boutel (1959, avec Dalida et Jean Tissier). Son dernier film est La Prostitution du même Maurice Boutel (avec Etchika Choureau et Évelyne Dassas), sorti en 1963 — année précédant sa mort, en 1964 —.
S'ajoutent plusieurs films espagnols dans les années 1940 (eux-aussi parfois en coproduction) et quelques versions alternatives en langue(s) étrangère(s) de films français au début des années 1930, dont Längtan till havet de John W. Brunius et Alexander Korda (version suédoise de Marius, 1931, avec Inga Tidblad et Carl Barcklind).

## Filmographie partielle

### Films français
(en coproduction le cas échéant)
- 1925 : Sans famille de Georges Monca et Maurice Kéroul
- 1926 : Lady Harrington de Fred LeRoy Granville et Hewitt Claypoole Grantham-Hayes
- 1928 : Miss Helyett (en) de Georges Monca et Maurice Kéroul
- 1931 : Les Vacances du diable d'Alberto Cavalcanti
- 1932 : Mon ami Tim de Jack Forrester
- 1932 : Direct au cœur de Roger Lion et Alexandre Arnaudy
- 1933 : L'Agonie des aigles de Roger Richebé
- 1933 : La Robe rouge de Jean de Marguenat
- 1933 : Le Coucher de la mariée de Roger Lion
- 1934 : Minuit, place Pigalle de Roger Richebé
- 1934 : Le Prince Jean de Jean de Marguenat
- 1934 : J'ai une idée de Roger Richebé
- 1934 : L'École des contribuables de René Guissart
- 1935 : Parlez-moi d'amour de René Guissart
- 1935 : Dora Nelson de René Guissart
- 1935 : Le Vertige de Paul Schiller
- 1935 : Les Sœurs Hortensias de René Guissart
- 1935 : Bourrachon de René Guissart
- 1936 : 27, rue de la Paix de Richard Pottier
- 1936 : Une fille à papa de René Guissart
- 1937 : Le Choc en retour de Georges Monca et Maurice Kéroul
- 1937 : Un scandale aux Galeries de René Sti
- 1938 : Alexis gentleman chauffeur de Max de Vaucorbeil
- 1938 : L'Avion de minuit de Dimitri Kirsanoff
- 1938 : La Femme du bout du monde de Jean Epstein
- 1938 : L'Escadrille de la chance de Max de Vaucorbeil
- 1939 : Visages de femmes de René Guissart
- 1939 : Quartier Latin d'Alexandre Esway, Christian Chamborant et Pierre Colombier
- 1940 : Le Danube bleu d'Emil-Edwin Reinert et Alfred Rode
- 1948 : Trois Garçons, une fille de Maurice Labro
- 1948 : Cargaison clandestine d'Alfred Rode
- 1948 : Une mort sans importance d'Yvan Noé
- 1950 : Mystère à Shanghai de Roger Blanc
- 1950 : La nuit s'achève de Pierre Méré
- 1951 : Boîte de nuit d'Alfred Rode
- 1953 : L'Île aux femmes nues d'Henri Lepage
- 1957 : Trois marins en bordée d'Émile Couzinet
- 1957 : Une gosse sensass de Robert Bibal
- 1959 : Brigade des mœurs de Maurice Boutel
- 1959 : Visa pour l'enfer d'Alfred Rode
- 1960 : Business de Maurice Boutel
- 1960 : Interpol contre X de Maurice Boutel
- 1963 : La Prostitution de Maurice Boutel

### Autres films
- 1920 : Fugge la gloria de Gian Paolo Rosmino (film italien)
- 1930 : The Devil's Holiday d'Edmund Goulding (film américain, version originale du film précité Les Vacances du diable, 1931)
- 1931 : Das Konzert de Leo Mittler (version allemande de Delphine, 1931)
- 1931 : Su nocha de bodas de Louis Mercanton et Florián Rey (version espagnole de Marions-nous, 1931)
- 1931 : Längtan till havet de John W. Brunius et Alexander Korda (version suédoise de Marius, 1931)
- 1932 : Der Sprung ins Nichts de Leo Mittler (version allemande de À mi-chemin du ciel, 1931)
- 1942 : Éramos siete a la mesa de Florián Rey (film espagnol)
- 1942 : Madrid de mis sueños de Max Neufeld et Gian Maria Comineti (film italo-espagnol)
- 1943 : Febbre de Primo Zeglio (film italo-espagnol)
- 1944 : Eugenia de Montijo de José López Rubio (film espagnol)